# Combat de la Ramée
Chouannerie
Le combat de la Ramée est un combat de la Chouannerie qui opposa Chouans et Républicains en septembre 1794 à la La Chapelle-Bourg-du-Prêtre (désormais La Chapelle-Rainsouin). C'est au bord de cet étang que Jambe d'Argent vint s'aboucher avec les chefs de la rive gauche de la Mayenne et M. Jacques. Ses hommes (dont Jean Bezier, Noël Jamois), ansi que ceux de la rive gauche (Le-Petit-sans-Peur, Francoeur, Benedicte et Michel Jacquet dit Taillefer) y sont surpris, et Jambe d'Argent, blessé grièvement.

## Avertissement
Une grande partie des témoignages sur les Chouans dans le département de la Mayenne repose sur l'ouvrage de Jacques Duchemin des Cepeaux, œuvre rédigée en 1825 à la demande de Charles X, et repris par de nombreux historiens. La gloire dont sont entourés les personnages de la Chouannerie doit donc beaucoup à l'historiographie royaliste, et sa notoriété est finalement plus posthume qu'immédiate.

## Contexte
Le domaine de la Ramée comprenait un étang de 150 hectares, alimenté par l'Ouette, à la limite des communes de la Chapelle-Rainsouin, Nuillé-sur-Ouette, Soulgé-sur-Ouette. Une île en émergeait.
C'est à la suite de la conférence  organisée au château de Champfleury avec M. Jacques que Jambe-d Argent va, à la tête de cinquante hommes, s'entendre pour une action commune avec les Chouans de la rive gauche de la Mayenne, sur le bord de l'étang de la Ramée.

## Le combat
La troupe de Jambe d'Argent est surprise par les postes républicains de Montsûrs et du voisinage. Sa troupe tient jusqu'au soir, puis ils se retirent dans les bois de La Chapelle-Rainsouin.
En protégeant la retraite, Jambe d'Argent est atteint de deux balles : Priou l'emporta. Lorsque la nuit arrive, il est conduit près du bourg de Soulgé-sur-Ouette où un chirurgien vint le soigner. Jambe d'Argent doit la vie à Marin Priou, son camarade, qui l'emporta. Il est soigné à la métairie du Genetais, en Bazougers où il se rétablit promptement grâce aux soins du Père Joseph.

## Sources partielles
- Jacques Duchemin-Descepeaux, Lettres sur l'origine de la Chouannerie et sur les Chouans
- « Combat de la Ramée », dans Alphonse-Victor Angot et Ferdinand Gaugain, Dictionnaire historique, topographique et biographique de la Mayenne, Laval, A. Goupil, 1900-1910 [détail des éditions] (BNF 34106789, présentation en ligne), t.I et t. III
- Ferdinand Gaugain, Histoire de la Révolution dans la Mayenne,1918

## Liens
- Combat de la Ramée
- Coeur de Chouan